# Bunești (gmina w okręgu Vâlcea)
Bunești – gmina w Rumunii, w okręgu Vâlcea. Obejmuje miejscowości Bunești, Coasta Mare, Firești, Râpănești, Teiușu i Titirec. W 2011 roku liczyła 2639 mieszkańców.